# Maria do Carmo Silveira
Pour les articles homonymes, voir Carmo, Trovoada, Pires, Carvalho et Silveira.
Maria do Carmo Trovoada Pires de Carvalho Silveira, née le 14 février 1961, est une femme politique santoméenne, membre du Mouvement pour la libération de Sao Tomé-et-Principe – Parti social-démocrate.
Elle exerce conjointement les fonctions de Première ministre et de ministre des Finances du 8 juin 2005 au 21 avril 2006, après avoir été gouverneure de la Banque centrale de son pays entre 1999 et 2005. Elle est de nouveau gouverneure de 2011 à 2016.
Elle est nommée fin 2016 par le gouvernement secrétaire exécutive de la Communauté des pays de langue portugaise. Elle prend ses fonctions au mois de janvier de l'année suivante.